# Candelillawachs

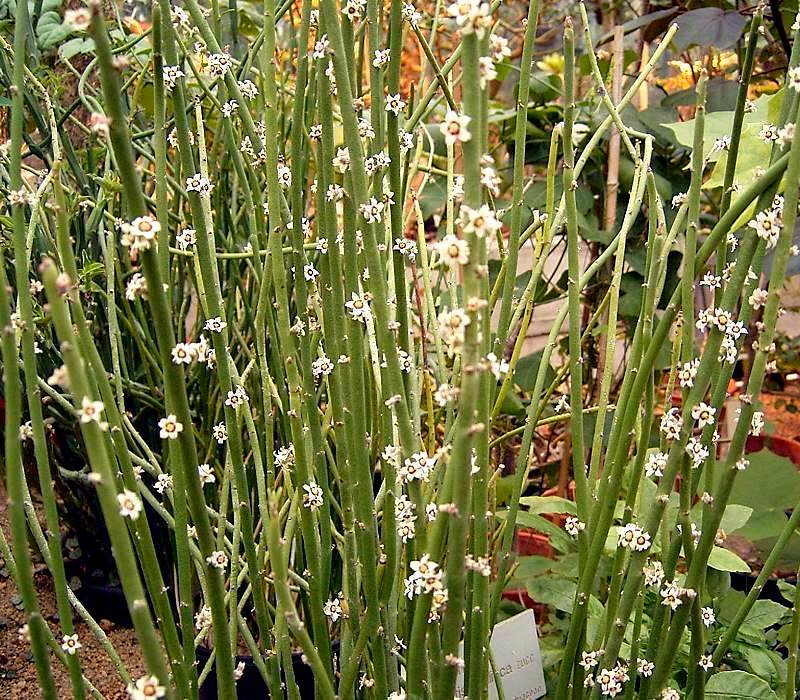
Candelilla-Busch (Euphorbia antisyphilitica)

Candelillawachs (auch Candellinawachs) ist ein Wachs, das aus den Blättern und Stängeln des in Nord-Mexiko und den südwestlichen Vereinigten Staaten beheimateten Candelilla-Busches (Euphorbia antisyphilitica) sowie auch von Euphorbia bracteata gewonnen wird. Es ist hart, brüchig, gelblich-braun und opak bis durchscheinend mit einem Schmelzpunkt von 67 bis 79 °C. Es besteht hauptsächlich aus Kohlenwasserstoffen (zu über 50 % mit Ketten von 29 bis 33 Kohlenstoffatomen).
Zu seiner Gewinnung kocht man die Blätter mit verdünnter Schwefelsäure, schöpft das Wachs von der Oberfläche ab und reinigt es in mehreren Schritten.

## Verwendung
Candelillawachs wird in der Lebensmittelindustrie etwa anstatt des deutlich teureren Bienenwachses oder des Carnaubawachses als Überzugsmittel sowie in Kosmetikartikeln verwendet. In der EU ist es als Lebensmittelzusatzstoff unter der Nummer E 902 ohne Höchstmengenbeschränkung für bestimmte Produkte zugelassen. Es gilt als unbedenklich und wird unverändert wieder ausgeschieden. In Kosmetikprodukten wird es in der Liste der Inhaltsstoffe als CANDELILLA CERA (INCI) aufgeführt.

## Importbestimmung
Aktuell unterliegt Candelillawachs einer Einfuhrbestimmung der EU. Jeder Import in die EU wie auch Export außerhalb der EU muss mit einem CITES-Zertifikat nachgewiesen werden (CITES = Übereinkommen über den internationalen Handel mit gefährdeten Arten frei lebender Tiere und Pflanzen/Convention on International Trade in Endangered Species of Wild Fauna and Flora).
Die Ausstellung der CITES-Deklaration erfolgt durch das Bundesamt für Naturschutz in Bonn.